# دیمیتری کانتمیر
دیمیتری کانتمیر (به روسی: Дмитрий Кантемир) (۲۶ اکتبر ۱۶۷۳–۲۱ اوت ۱۷۲۳)، سرباز، سیاستمدار و نویسنده اهل مولداوی بود. وی طی دو دوره حاکم مولداوی بود (مارس-آوریل ۱۶۹۳ و ۱۷۱۰–۱۷۱۱). در دوره دوم خویش، دولت خود را علیه امپراتوری عثمانی با امپراتوری روسیه متحد ساخت. در پی شکست روسیه، خانواده کانتمیر مجبور به تبعید و اشراف یونانی جایگزین حاکمان محلی مولداوی شدند. او همچین نویسنده‌ای پُر کار در جایگاه فیلسوف، تاریخدان، آهنگساز، موسیقی‌شناس، زباشناس، مردمشناس، و جغرافی‌دان بود.
پسر او، آنتیوکوس، سفیر روسیه به بریتانیای کبیر و فرانسه و دوست مونتسکیو و ولتر بود. آنتیوکوس بعدها به «پدر شعر روسی» شهرت یافت.

## کارهای موسیقی
کانتمیر حدود ۴۰ قطعه موسیقی عثمانی ساخته‌است که چندی هنوز در میان قطعه‌های ترکی اجرا می‌شوند. اما بزرگ‌ترین خدمت وی، حفظ و انتشار ۳۵۰ پارچه موسیقی سنتی در کتاب «ادوار موسیقی» است که او با بهره‌مندی از الفبای ترکی عثمانی نُت‌نگاری کرده‌است. وی این کتاب را در سال ۱۷۰۳ یا ۱۷۰۴ به سلطان احمد سوم هدیه نموده‌است.
بخشی از آهنگ‌های گردآوری شده توسط کانتمیر ریشه ایرانی دارند. نشر ماهور، کتاب و اجرای دسته‌ای از این پارچه‌ها را به نام «عجملر» با پژوهش «آرش محافظ» چاپ کرده‌است.